# Lovénøyane
Lovénøyane is een archipel van zeven kleine Noorse eilanden in de Kongsfjord in Haakon VII-land (Spitsbergen). De eilandengroep is genoemd naar de Zweedse zoöloog Sven Ludvig Lovén. De eilanden zijn Storholmen, Juttaholmen, Observasjonsholmen, Sigridholmen, Midtholmen, Innerholmen en Leirholmen.